# Waldemar Erfurth

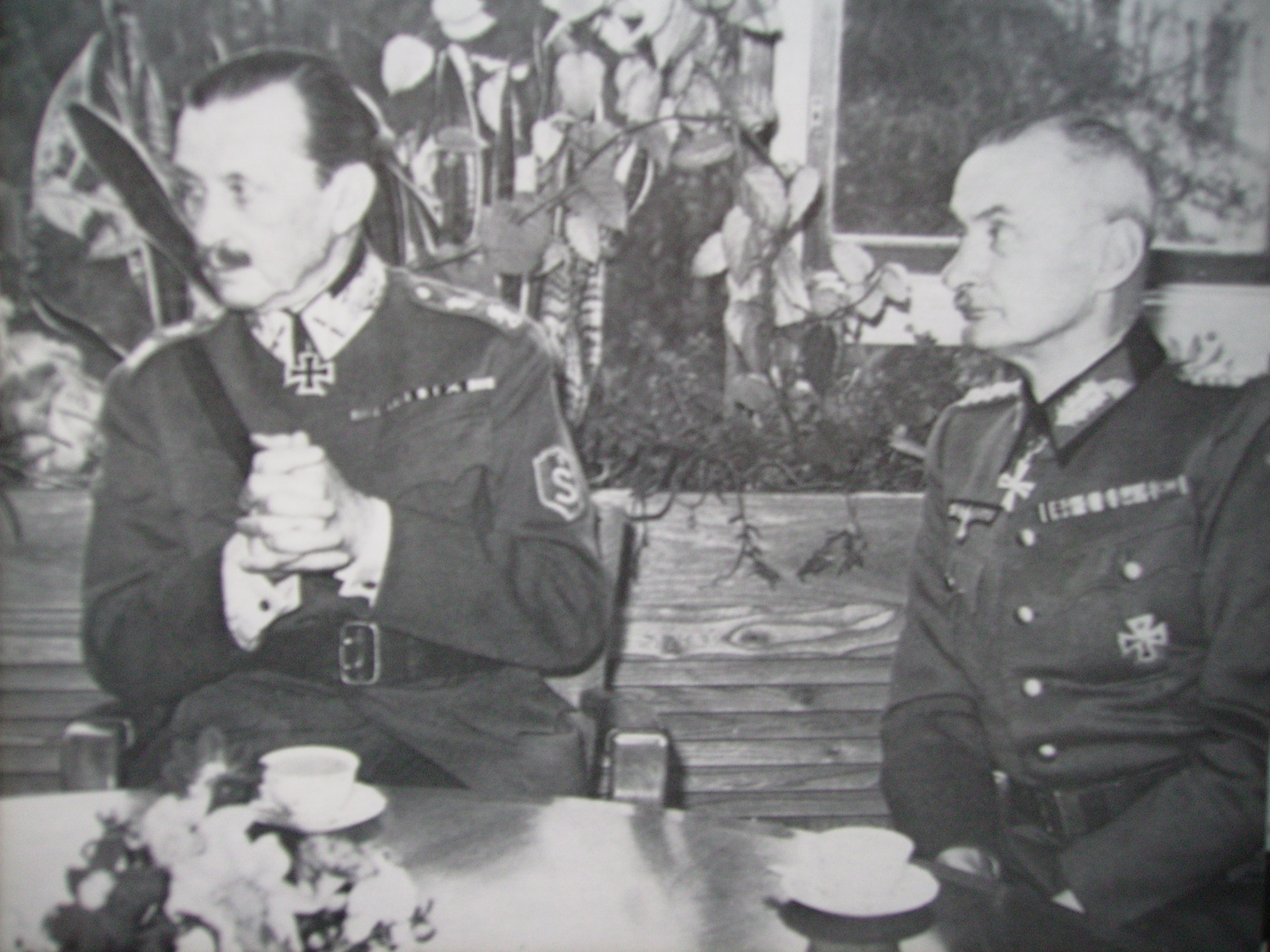
General der Infanterie Waldemar Erfurth (rechts) mit Feldmarschall Mannerheim (während Besuchs Adolf Hitlers in Finnland 1942)

Waldemar Erfurth (* 4. August 1879 in Berlin; † 2. Mai 1971 in Tübingen) war ein deutscher Militärhistoriker, -stratege und Offizier in der Armee des Deutschen Kaiserreichs, der Reichswehr der Weimarer Republik und der Wehrmacht des Dritten Reiches. Bereits im Ersten Weltkrieg diente er als Generalstabsoffizier, er wurde in der Wehrmacht reaktiviert und bekleidete zuletzt den Dienstgrad eines Generals der Infanterie. Nach dem Zweiten Weltkrieg wirkte er in der Operational History (German) Section mit und trat als Militärschriftsteller hervor.

## Herkunft und Familie
Erfurth war der Sohn des Geheimen Preußischen Landesvermessungsrates Karl Friedrich Wilhelm Erfurth (1839–1919) und dessen Frau Martha, geb. Kiefer. Er wurde zunächst daheim unterrichtet und besuchte dann bis zum Abitur das Ascanische Gymnasium in Berlin.
Waldemar Erfurth, evangelisch, war verheiratet und Vater von zwei Kindern. Sein Sohn diente als Offizier in der Bundeswehr.
Ein Teil seines Nachlasses befindet sich im Bundesarchiv.

## Militärischer Werdegang (1897–1931)

### Preußische Armee und Erster Weltkrieg
Erfurth trat am 20. September 1897 als Freiwilliger mit Aussicht auf Beförderung in das Füsilier-Regiment „Prinz Heinrich von Preußen“ (Brandenburgisches) Nr. 35 der Preußischen Armee in Brandenburg an der Havel ein. 1899 erfolgte die Beförderung zum Leutnant und 1903 wurde er für die Ausbildung im Waffeninstandsetzungsgeschäft zur Gewehrfabrik Spandau kommandiert. 1904 wurde er Adjutant des I. Bataillons und 1906 erfolgte zur weiteren Ausbildung seine Kommandierung zur Kriegsakademie. 1909 wurde er zum Garde-Fußartillerie-Regiment und im Jahr darauf zur Dienstleistung zum Großen Generalstab kommandiert. Mit seiner Beförderung zum Hauptmann erfolgte am 22. März 1912 seine Versetzung in den Großen Generalstab und ab Mitte Februar 1914 war er als Zweiter Generalstabsoffizier im Generalstab des XX. Armee-Korps tätig.
Mit Ausbruch des Ersten Weltkrieges war Erfurth Generalstabsoffizier beim Generalkommando des XX. Armee-Korps. Im März 1915 erfolgte die Versetzung in den Generalstab der 36. Reserve-Division. Im August 1916 wurde er zum XXII. Reserve-Korps kommandiert, da er von der Heeresgruppe Linsingen zur besonderen Verwendung zur Verfügung gestellt wurde. Nachdem man ihn im Oktober 1916 zunächst zum Generalstab der 203. Infanterie-Division kommandiert hatte, wurde Erfurth Ende des Monats zum Ersten Generalstabsoffizier des Großverbandes ernannt. In gleicher Eigenschaft kam er Mitte Dezember 1916 zum Generalkommando 52 und avancierte kurz darauf zum Major. Im Juli 1917 wurde er Generalstabsoffizier bei der Landesaufnahme. Wenig später wurde er in den Generalstab der 9. Armee versetzt. Im Januar 1918 absolvierte er den 4. Generalstabslehrgang in Wahn. Im Juni 1918 wurde er Ia im Generalstab des XIV. Reservekorps. Ab 17. September 1918 war Erfurth als Major mit der Wahrnehmung des Geschäftes als Chef des Generalstabes des V. Reserve-Korps beauftragt. Für sein Wirken während des Krieges erhielt Erfurth neben beiden Klassen des Eisernen Kreuzes das Ritterkreuz des Königlichen Hausordens von Hohenzollern mit Schwertern, den Bayerischen Militärverdienstorden III. Klasse mit Schwertern, das Ritterkreuz I. Klasse des Albrechtsordens, das Mecklenburgische Militärverdienstkreuz sowie das Braunschweiger Kriegsverdienstkreuz II. Klasse, das Hanseatenkreuz aus Lübeck, von den Verbündeten Österreichenern den Orden der Eisernen Krone und das Militärverdienstkreuz III. Klasse mit Kriegsdekoration, aus dem Osmanischen Reich den Eisernen Halbmond und die Bulgaren ehrten ihn mit dem Militärorden für Tapferkeit IV. Klasse I. Stufe.

### Reichswehr
Nach Kriegsende wurde Erfurth in die Reichswehr übernommen und im Wehrkreiskommando I in Königsberg eingesetzt. 1920 wurde er Generalstabsoffizier und 1921 Chef des Stabes der 1. Division. In dieser Stellung stieg er am 1. Februar 1922 mit Rangdienstalter vom 28. Dezember 1916 zum Major auf und wurde im April 1924 Kommandeur des III. Bataillons im 14. (Badisches) Infanterie-Regiment. Im gleichen Jahr absolvierte er einen MG-Lehrgang auf dem Truppenübungsplatz Königsbrück und 1925 einen Artillerie-Lehrgang in Jüterbog. Nach seiner Beförderung zum Oberst rückte Erfurth im Februar 1927 in den Regimentsstab auf. Er wurde schließlich mit der Wahrung der Geschäfte des Chefs des Stabes des Generalkommandos 1 beauftragt und zum 1. Januar 1928 zum Chef des Stabes ernannt. Für einige Tage war er im Spätherbst 1928 zum Infanterie-Kampfschul-Lehrgang nach Döberitz kommandiert.
Von Oktober 1929 bis zu seiner Verabschiedung am 30. September 1931 war Erfurth als Generalmajor Infanterieführer II. 1930 gehörte er gemäß der damaligen Rangliste zu den 42 Generalen des Deutschen Reichsheeres.

## Geschichtsstudium (1930er Jahre)
Von 1931 bis 1934 studierte Erfurth Geschichte an der Albert-Ludwigs-Universität Freiburg im Breisgau, wo er nach Abschluss des Studiums einen Lehrauftrag für Kriegsgeschichte erhielt und 1939 bei Gerhard Ritter mit der Arbeit (als „Dissertationsersatz“) Der Vernichtungssieg. Eine Studie über das Zusammenwirken getrennter Heeresteile zum Dr. phil. promoviert wurde.
Während die englische Übersetzung (Surprise) von Die Überraschung im Kriege noch 1944 durch den US-amerikanischen Historiker William O. Shanahan gelobt worden war, wurden seine Schriften der 1930er Jahre, Die Überraschung im Kriege und Der Vernichtungssieg, in der Sowjetischen Besatzungszone (SBZ) auf die Liste der auszusondernden Literatur gesetzt.

## Reaktivierung (1935) und Zweiter Weltkrieg

### Kriegswissenschaftliche Tätigkeit
Am 1. September 1934 wurde Erfurth als Leiter der Gruppe Auswertung der Kriegserfahrungen im Truppenamt / Generalstab des Heeres (vormalige Verbindungsstelle des Truppenamtes zum Reichsarchiv (Gruppe Viebahn)) angestellt und am 1. November 1935 in der Wehrmacht reaktiviert. Er wurde nun Chef der daraus hervorgegangenen 7. (kriegsgeschichtlichen) Abteilung im Generalstab des Heeres. Diese war Herausgeber des Schlieffen-Nachlasses und verantwortlich für die militärische Fachzeitschrift Militärwissenschaftliche Rundschau. 1938 wurde Erfurth zum Oberquartiermeister V (Kriegswissenschaft) im Generalstab des Heeres ernannt; die Dienststelle wurde wiedereingerichtet. Ihm unterstanden damit die militärhistorisch tätige Kriegsgeschichtliche Forschungsanstalt des Heeres (vormals Forschungsanstalt für Kriegs- und Heeresgeschichte), der Chef des Heeresarchivs Generalleutnant Friedrich von Rabenau und die 7. (kriegsgeschichtliche) Abteilung unter der Leitung von Major Walter Scherff. Im Frühjahr 1941 war er damit direkt dem Chef des Generalstabes des Heeres Generaloberst Franz Halder unterstellt. Nach dem Krieg berichtete Erfurth, dass auf Geheiß Hitlers 1942 die Auflösung der Dienststelle Oberquartiermeister V forciert worden war.

### Verbindungsgeneral in Finnland

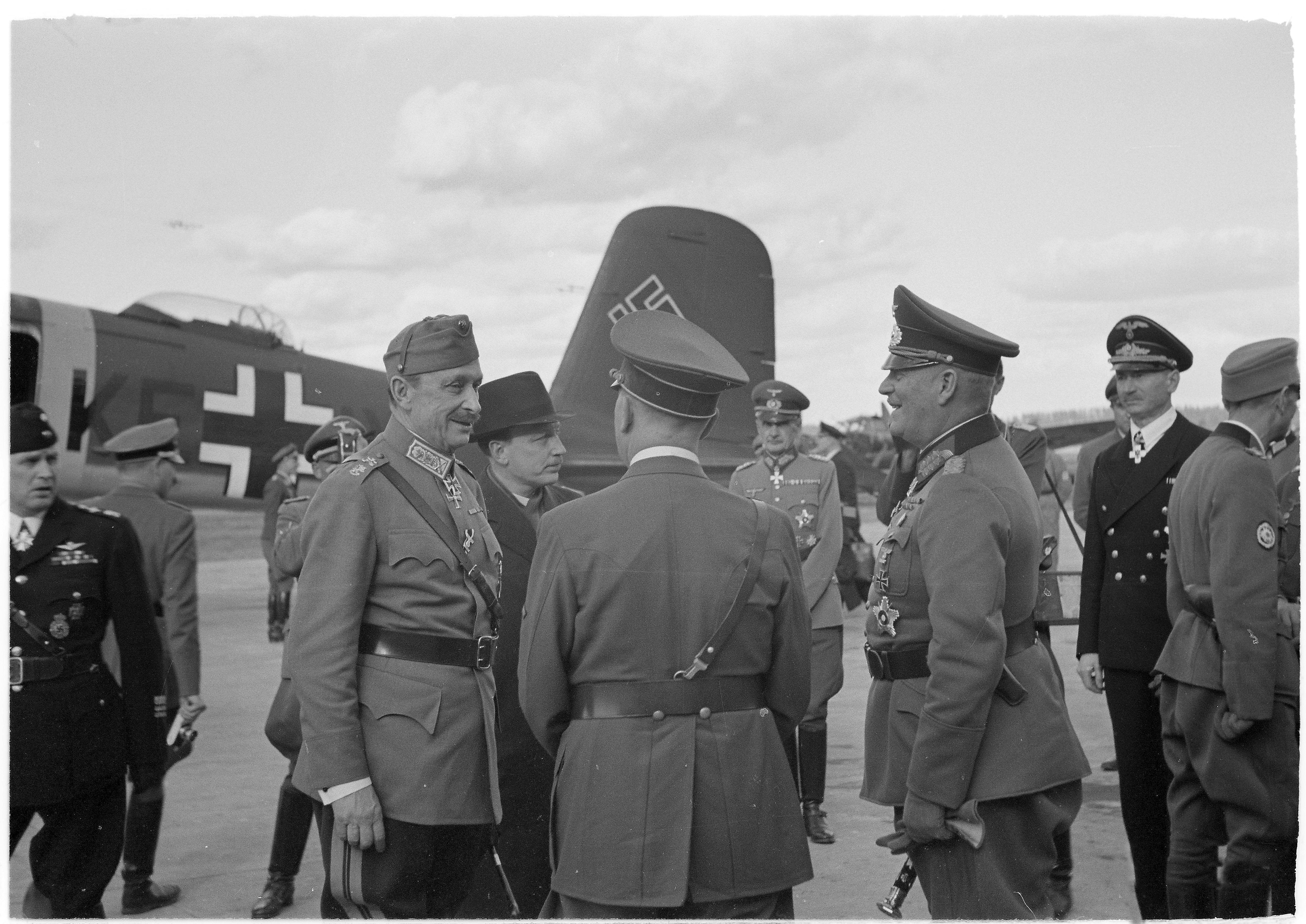
General der Infanterie Waldemar Erfurth (hinten Mitte) beim Besuch Adolf Hitlers in Finnland (1942)

Ab Juni 1941 diente er als Kommandeur des Verbindungsstabes Nord in Mikkeli, Finnland, der 1942 in Deutscher General beim Oberkommando der finnischen Wehrmacht (unter der Leitung von Feldmarschall Mannerheim) umbenannt wurde. Mannerheim attestierte Erfurth später „eine feine humanistische Bildung“. Erfurth, der mit Mannerheim länger befreundet gewesen war, nahm während seiner Zeit in Finnland oft die finnische Sicht ein, wie Michael Jonas konstatierte. Erfurth galt als wichtig für die deutsch-finnischen Beziehungen, war allerdings nach Jonas kein Nationalsozialist. Als Verbindungsoffizier wurde er dennoch in die Koordinierung der deutschen und finnischen Truppen im Vorfeld des Fortsetzungskrieges zwischen Finnland (an der Seite des Deutschen Reiches) und der Sowjetunion eingebunden. Im Juni 1942 gehörte Erfurth zum Begrüßungskomitee beim Hitler-Besuch in Finnland. Erfurth schaffte aber durch seine zurückhaltende Kommunikation nach Berlin mehr Raum für eigenständiges Handeln des finnischen Militärs, auch minimierte er den Einfluss der SS und der NSDAP in Finnland. Im Zuge des Abbruchs der diplomatischen Beziehungen kurz vor dem Waffenstillstand von Moskau im Herbst 1944 verließen er, der Gesandte Wipert von Blücher und andere über die südwestliche Stadt Turku und das neutrale Schweden Finnland. Für sein Wirken in Finnland verlieh ihm Mannerheim am 16. September 1941 den Orden des Freiheitskreuzes I. Klasse mit Bruststern und Schwertern.

### Führerreserve und Kriegsgefangenschaft
Am 11. September 1944 wurde er in die Führerreserve OKH versetzt, erhielt am 8. November 1944 das Ritterkreuz des Kriegsverdienstkreuzes mit Schwertern und war ab dem 7. Dezember 1944 General zur besonderen Verwendung 4 im Oberkommando der Wehrmacht. Am 6. Mai 1945 kam er als General der Infanterie (ab 1940) in US-amerikanische Kriegsgefangenschaft, aus der er am 30. Juni 1947 bei automatischem Arrest entlassen wurde.

## Nachkriegszeit und Publizistik

### Operational History (German) Section
Erfurth war in der Kriegsgefangenschaft Mitglied des Advisory Boards (Beirats) von Colonel Frank J. Vida und Leiter der deutschen „wissenschaftlichen Kommission“, die die durch die Deutschen vorgelegten Arbeiten erneut und abschließend prüfte, in der Historical Division der US Army in Garmisch-Partenkirchen. Im März 1947 wurde er vom ehemaligen Generalfeldmarschall und später verurteilten Kriegsverbrecher Georg von Küchler beauftragt, eine deutsche und keine US-amerikanische Kriegsgeschichte zu lehren. Nach Bernd Wegner bemühte sich Erfurth dennoch in der Historical Division – der dort ältester deutscher Offizier und einziger ausgebildeter Historiker war – „redlich“ seinen Mitstreitern Grundlagen in „historische[r] Methode und Quellenkritik“ zu vermitteln. Er gehörte zu denjenigen Autoren, die „sich schon früh als Autoren kriegsgeschichtlicher oder militärwissenschaftlicher Spezialstudien einen Namen machten“. Ab 1947/48 arbeitete Erfurth dann im Projekt STAPLE der Historical Division in Neustadt (Hessen) mit. 1948 wurde er aus dem automatischen Arrest entlassen; er war danach als „Heimarbeiter“ tätig. Erfurth wirkte ferner als Mitglied des Autorenkreises der Control Group und als Mitglied des 1954 ins Leben gerufenen Arbeitskreises für Wehrforschung. Er veröffentlichte in der Bundesrepublik u. a. bei den militärischen Fachzeitschriften Europäische Sicherheit und Wehrwissenschaftliche Rundschau. Für Wolfram Wette wurde auch der ehemalige Wehrmachtsoffizier Erfurth dafür bekannt, über Aspekte des Krieges unkritisch berichtet zu haben.

### Veröffentlichung zum finnischen Krieg
Sein Buch Der finnische Krieg 1941–1944 wurde unterschiedlich über die Zeit aufgenommen. Ein positives Resümee zog der britische Historiker J. Hampden Jackson, der vor allem die Beschreibung der politischen Situation für bemerkenswert hielt. Walther Hubatsch konstatierte eine „sorgfältige Durchleuchtung“ von Problemen. In der Schrift lebe der „ritterliche[] Geist Mannerheims“, so Hubatsch. Stefan Klemp, der den Beitrag Erfurths zum finnischen Krieg kommentierte, sah bei dem Autor zwar einerseits Verharmlosungen, dennoch trug Erfurth andererseits deutlich mehr zur „Wahrheitsfindung“ bei und seine Hinterlassenschaft sei als „zuverlässiger“ einzustufen, als etwa die des ehemaligen SS-Standartenführers Franz Schreiber. So sprach Erfurth beispielsweise die Gewalt gegen Sachen und Personen sowie die Anwendung der Taktik der verbrannten Erde in Finnland an. Der US-amerikanische Historiker Earl F. Ziemke, der Erfurth als wichtigen Zeitzeugen bezeichnete, konstatierte aufgrund der damaligen Funktion zwar eine breite, jedoch keine tiefe Sicht des Autors. Agilolf Keßelring zählt das Buch, welches wie auch Erfurths Abhandlung zum deutschen Generalstab in Rolf Düsterbergs Studie zur militärischen Erinnerungsliteratur zum Zweiten Weltkrieg aufgenommen wurde, zur „militärischen Memoirenliteratur“. Winfried Heinemann (MGFA) hält die Darstellungen Erfurths jedenfalls für „unzureichend“.

### Veröffentlichung zum deutschen Generalstab
Sein im Muster-Schmidt-Verlag veröffentlichtes Werk Die Geschichte des deutschen Generalstabes von 1918 bis 1945 wurde durch Hans Herzfeld dahingehend kritisiert, dass er keine originäre Geschichtsschreibung vorgelegt habe, sondern eher „persönliche Erlebnisse“ schildere. Außerdem attestierte er ihm mangelnde Quellenkritik. Im Kern lehnte Erfurth mit seiner Schrift Generaloberst Becks (Widerstandskämpfer) Ansatz von der außermilitärischen Verantwortung des Soldaten in Zeiten der Unruhe ab. Für Manfred Messerschmidt wurde „aus Sicht [eines] ehemaligen Generalstäblers“ geurteilt. Nach dem britischen Historiker Michael Howard, der Erfurth als „Nationalisten“ bezeichnete, hätte das Buch grundsätzlich zum Verständnis des Generalstabes beigetragen, wenngleich der Autor die Wehrmacht im Zusammenhang mit Hitlers Aufstieg als „unpolitisch“ entschuldige. Fritz Ernst lobte, dass hier „zum ersten Male eine wirklich belegte Generalstabsgeschichte der jüngsten Zeit“ vorgelegt worden war. Dennoch könne sie auch als „apologetisch“ angesehen werden; Erfurth nahm eine Charakterisierung seiner Kameraden aufgrund von „persönlicher Kenntnis“ vor. Kurt Pätzold verneinte hier den Memoirenvorwurf, Erfurth trat vielmehr als „im eigentlichen Sinne […] versierter Militärhistoriker“ hervor.

## Schriften (Auswahl)
- Die Überraschung im Kriege. Mittler, Berlin 1938.

- englische Übersetzung von Stefan T. Possony und Daniel Vilfroy: Surprise (= Military classics. 3). Military Service Publ. Co., Harrisburg 1943.

- Der Vernichtungssieg. Eine Studie über das Zusammenwirken getrennter Heeresteile. Mittler, Berlin 1939.
- Der finnische Krieg 1941–1944. Limes-Verlag, Wiesbaden 1950. (2. überarbeitete Auflage: Der finnische Krieg 1941–1944. Mit einem Vorwort von Dietrich Erfurth, Limes-Verlag, Wiesbaden 1977, ISBN 3-8090-2110-5; genehmigte ungekürzte Taschenbuchausgabe: Der finnische Krieg 1941–1944. (= Heyne-Geschichte. 20). Zeittafel, Personenregister und Bibliographie wurden erarbeitet von Wolfgang Ruppert, Heyne, München 1978, ISBN 3-453-48048-1)

- englische Erstveröffentlichung: The Last Finnish War (1941–44). U.S. Army, Europe’s Foreign Military Study, 1949. (The Last Finnish War (1941–44). University Publications of America, Washington, D.C. 1979, ISBN 0-313-27082-1)
- finnische Übersetzung von W. E. Tuompo: Suomi sodan myrskyssä 1941–1944. Söderström, Porvoo u. a. 1951. (2. Auflage 1951)

- finnische Übersetzung aus Erfurths Kriegstagebuch von Eino E. Suolahti: Sotapäiväkirja vuodelta 1944. Söderström, Porvoo u. a. 1954. (Sotapäiväkirja vuodelta 1944. Docendo, Jyväskylä 2014, ISBN 978-952-291-049-3)
- Die Geschichte des deutschen Generalstabes von 1918 bis 1945 (= Studien zur Geschichte des 2. Weltkrieges. Bd. 1). Musterschmidt, Göttingen u. a. 1957. (2., neubearbeitete und erweiterte Auflage 1960; 3. verbesserte Auflage 1963)